# محمد بن علي الدكالي
هو  محمد بن محمد بن الحاج محمد ابن علي ابن أحمد الدكالي السلاوي، ولد بسلا سنة 1268 هـ الموافق لعام 1868 وتوفي بها في السابع من جمادى الأولى 1364 هـ/ 18 ماي 1945.

## سيرته
ولد بمدينة سلا في بيت اشتهر بالعلم والنزاهة والأدب، استظهر القرآن بمسقط رأسه في سن مبكرة، ثم وجّهه والده لأخذ المبادئ الأولية في العلوم الدينية والأدبية عن أكابر شيوخ سلا في وقته أمثال الحاج إبراهيم بن الفقيه الجريري؛ فقرأ عليه صحيح البخاري برواية ابن سعادة، والقاضي أبو محمد عبد الله بن خضراء، وأبو العباس أحمد بن خالد الناصري الذي حبب إليه دراسة التاريخ. ولم يكتف المترجم بالارتواء من منابع سلا؛ بل التحق بفاس سنة 1886 / 1303 هـ، فقصد القرويين وأخذ عن العلاّمة جعفر الكتاني، وأحمد بن الخياط الزكاري، وعبد المالك السجلماسي، والتهامي كنون، ومحمد بن جعفر الكتاني، وغيرهم من العلماء البارزين.
و قد انخرط في الحياة العمومية سنة 1898 فصار من عدول سلا، ثم عيّن عدلا بمرسى طنجة سنة 1317هـ، وفي عام 1320هـ عاد لمسقط رأسه فاشتغل بالكتابة لدى الباشا عبد الله بن سعيد، ثمّ كاتبا مع الباشا الطيب الصبيحي، وبعد ذلك سنة 1323 هـ انتقل إلى العمل بالبنك المغربي بالرباط مع المندوب المخزني الأمين محمد بن عبد الهادي زنيبر السّلوي .وفي العهد الحفيظي عيّن كاتبا في السلك المخزني بفاس، ثمّ لم يلبث أن رجع إلى مسقط رأسه سنة 1329هـ شاغلا منصب العدالة من جديد. وفي متمّ سنة 1330هـ رشّحه السلطان يوسف بن الحسن الأول كاتبا بالأعتاب الملكية، عقب ذلك ترقّى إلى العضوية بالمحكمة العليا، ومنها انتقل إلى الكتابة بمندوبية العلوم والمعارف.

## مؤلفاته
- الإتحاف الوجيز « تاريخ العدوتين »
- السراج الوهاج، والكوكب المنير، من سنا صاحب التاج، مولانا الحسن الأمير
- الدرة اليتيمة، في أخبار شالة الحديثة والقديمة
- إتحاف أشرف الملا ببعض أخبار الرباط وسلا
- أدواح البستان في أخبار العدوتين ومن درج بهما من الأعيان
- تأليف في الحسبة في الإسلام وأحوال المحتسب مع أهل الحرف والصنائع والمهن والتجار والباعة وسرد أسماء أصحابها
- تأليف في أحوال اليهود قديما وحديثا بالمغرب
- حدائق الأزهار
- بغية المستفيد، في إعراب قام زيد
- ضوء النبراس، في محاسن فاس
- معارج الزلفى، في من لقيته من أهل الاصطفى